# O primm post
O primm post è un singolo del gruppo musicale italiano Cosang, pubblicato il 2 agosto 2024 come primo estratto dal terzo album in studio Dinastia.

## Descrizione
Musicalmente si tratta di un brano composto con un tempo andante di 100 battiti per minuto e in tonalità di La diesis minore.

## Tracce
Testi di Luca Imprudente, Antonio Riccardi, musiche di Salvatore Allozzi, Guido Parisi.
1. O primm post – 3:50

## Classifiche
| Classifica (2024) | Posizione massima |
| ----------------- | ----------------- |
| Italia            | 70                |